# Lipót Fejér
Leopold Fejér (nacido como Leopold Weisz; Pécs, Imperio austrohúngaro, 9 de febrero de 1880-Budapest, Hungría, 15 de octubre de 1959), más conocido como Lipót Féjer o Féjer Lipót, fue un matemático, académico y docente húngaro de ascendencia judía reconocido a nivel internacional por trabajo y aportes hacia el análisis armónico y la serie de Fourier. Fue miembro de la Academia Húngara de Ciencias desde 1930 hasta su muerte en 1959.

## Biografía

### Infancia
Leopold (Lipót) Weisz nació un 9 de febrero de 1880 en la ciudad de Pécs, en el condado de Baranya en el (en ese entonces) Imperio austrohúngaro (no se sabe nada de sus padres). A mediados del año 1900, Weisz (por razones desconocidas) cambiaría su nombre a Leopold Fejér .

### Educación
Fejér estudiaría en la Facultad de Física y Matemática de la Universidad de Budapest, en el cual su supervisor austrohúngaro Ágoston Scholtz y estudiaría un tiempo en la Universidad de Berlin, donde su supervisor en este caso sería el aclamado Hermann Schwarz se graduaría de la universidad en 1902 y enseñaría ahí (Budapest) hasta 1905. 

### Actividad docente

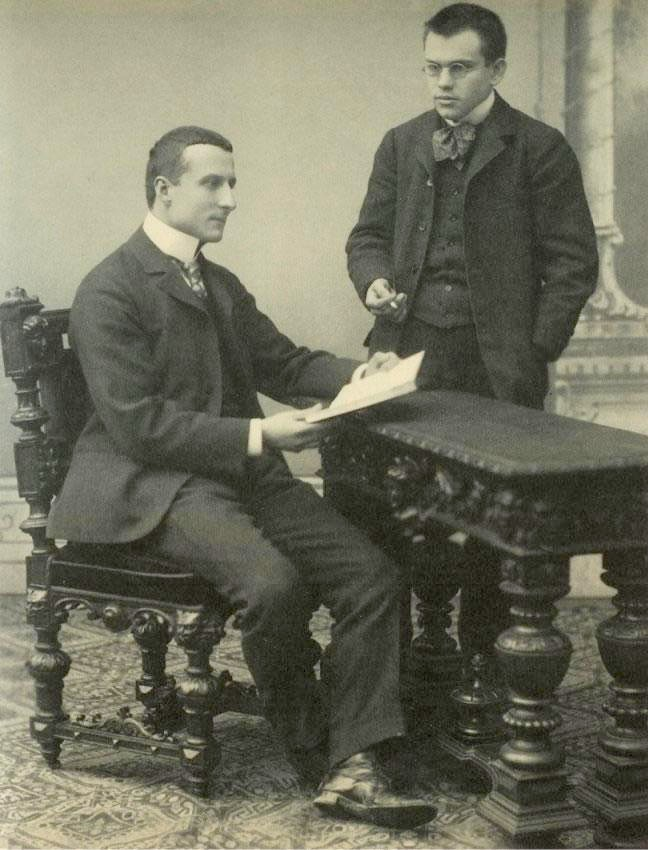
Lipót Fejér (parado a la derecha), con el matemático Griego Constantin Carathéodory

Desde 1905 (recién de su salida en la Universidad de Budapest) Fejér enseñaría en la Universidad Franz Joseph que en ese momento se encontraba en Kolozsvár, Austria-Hungría (Ahora Cluj-Napoca, Rumania) hasta 1911.
Durante su periodo en Budapest (que fue hasta su muerte), Fejér dirigió una escuela de análisis húngara de gran éxito a nivel nacional. También sería el supervisor de grandes destacados a nivel mundial, tales como: Paul Erdős, John von Neumann o George Pólya. Fejér hizo una investigación sobre Análisis Armónico, que fue el hecho del cual su fama, que si bien a nivel mundial no es mucha, en Hungría, es bien conocido. En el año 1908 Fejér fue elegido miembro correspondiente de la Academia Húngara de Ciencias, y en 1930 sería nombrado miembro de la Academia. En 1907 Fejér colaboró con Constantin Carathéodory para hacer un artículo sobre las funciones completas. Y en 1922 colaboró con Frigyes Reisz sobre los mapeos conformes (específicamente, una breve prueba del teorema del Mapeo de Riemann). Fejér escribiría dos libros los cuales serían: Gesammelte Arbeiten y Leopold Fejér Gesammelte Arbeiten I, ambos libros en escritos en húngaro pero se pueden conseguir en inglés. Es reconocible todo el cuidado puesto en la elaboración de los libros y artículos de Fejér. Están escritos con mucha claridad y son fáciles de leer y la mayoría de sus demostraciones parecen muy claras y sencillas. Sin embargo, solo los muy ingenuos pueden pensar que es fácil escribir un artículo que sea fácil de leer, o que es algo simple señalar un problema importante que es capaz de una solución simple. A Fejér nunca le fue dado resolver problemas muy difíciles a Fejér. Sin embargo, podía ver con claridad el significado de un problema bastante concreto y no demasiado grande, ver la posibilidad de una solución y trabajar en ella con intensidad. Y, cuando encontró la solución, siguió trabajando en ella con "cuidado", hasta que cada detalle se volvió completamente transparente.

## Muerte
El 15 de octubre de 1959 Leopold Fejér fallecería por razones no identificadas en su casa, en Budapest a la edad de 79 años. Lipót fue enterrado en el cementerio Kerepesi. Si bien hay teorías de cómo ha muerto, como que ha muerto de vejez, nada se puede confirmar ya que, la autopsia no ha salido a la luz (por lo menos fuera de Hungría).

## Vida personal
No se sabe si Fejér tuvo esposa, pareja o hijos (aunque se supone de que no ha tenido pareja e hijos). Según algunas personas (como George Pólya) dicen que Fejér era excéntrico o que al menos parecía uno.
| Si pudieras verlo con su atuendo bastante bohemio (que, sospecho, fue cuidadosamente elegido), lo encontrarías muy excéntrico. Sin embargo, no sería así en su vida cotidiana ya que, en cierto sector de la clase media de Budapest, las personas tenían casi los mismos modales, por no decir que tenían los mismos modales que Fejér.—-George Pólya, para la revista "The American Mathematical Monthly" |

Fejér tenía gustos artísticos. Amaba profundamente la música y era un buen pianista. Le gustaba una frase bien construida. ''En cuanto a ganarse la vida''. Según Pólya Lipót tenía buen ojo para las debilidades y las miserias; en situaciones aparentemente aburridas notaba puntos que eran inesperadamente divertidos o inesperadamente patéticos. Fejér tenía aspecto apasionado al hablar de las matemáticas y tenía un claro "amor" en el detalle.